# Kaderrichtlijn Arbeidsveiligheid
De Kaderrichtlijn Arbeidsveiligheid is een Europese richtlijn en handelt over de tenuitvoerlegging van maatregelen ter bevordering van de verbetering van de veiligheid en de gezondheid van de werknemers op het werk. Deze kaderrichtlijn (89/391/EEG) beschrijft de algemene maatregelen die werkgevers en werknemers moeten treffen om de veiligheid en gezondheid van de werknemers te bevorderen.

## Achtergrond
De richtlijn stamt uit 1989, hij regelt de arbeidsomstandigheden in de Europese Unie (EU) zodat voor alle werknemers binnen de EU een zekere kwaliteit aan arbeidsomstandigheden gewaarborgd is.
Op basis van artikel 16 van de kaderrichtlijn zijn een aantal zogenaamde bijzondere richtlijnen vastgesteld:
1. Arbeidsplaatsen (Richtlijn 89/654/EEG)
2. Arbeidsmiddelen (Richtlijn 2009/104/EG)
3. Persoonlijke beschermingsmiddelen (Richtlijn 89/656/EEG)
4. Manueel hanteren van lasten (Richtlijn 90/269/EEG)
5. Beeldschermapparatuur (Richtlijn 90/270/EEG)
6. Carcinogene agentia (Richtlijn 2004/37/EG)
7. Biologische agentia (Richtlijn 2000/54/EG)
8. Tijdelijke en mobiele bouwplaatsen (Richtlijn 92/57/EEG)
9. Veiligheids- en/of gezondheidssignalering (Richtlijn 92/58/EEG)
10. Zwangerschap (Richtlijn 92/85/EEG)
11. Winningsindustrieën - boringen (Richtlijn 92/91/EEG)
12. Winningsindustrieën – dagbouw of ondergronds (Richtlijn 92/104/EEG)
13. Vissersvaartuigen (Richtlijn 93/103/EG)
14. Chemische agentia (Richtlijn 98/24/EG)
15. ATEX 137 (Richtlijn 1999/92/EG), vervangen door ATEX 153 (Richtlijn 1999/92/EG)
16. Trillingen (Richtlijn 2002/44/EG)
17. Lawaai (Richtlijn 2003/10/EG)
18. Elektromagnetische velden (Richtlijn 2004/40/EG), vervangen door (Richtlijn 2014/35/EU)
19. Optische straling (Richtlijn 2006/25/EG)

## Nederland
De Kaderrichtlijn Arbeidsveiligheid is in Nederland onderdeel van de Arbeidsomstandighedenwet. Ook de uit de kaderrichtlijn voortvloeiende bijzondere richtlijnen zijn veelal in deze wet geïmplementeerd.